# Neobisium ischyrum
Espèce
Synonymes
- Obisium ischyrum Navás, 1918

Neobisium ischyrum est une espèce de pseudoscorpions de la famille des Neobisiidae.

## Distribution
Cette espèce se rencontre en Espagne et au Portugal.

## Description
La femelle holotype mesure 3,7 mm.

## Liste des sous-espèces
Selon Pseudoscorpions of the World (version 3.0) :
- Neobisium ischyrum balearicum Beier, 1939 des îles Baléares
- Neobisium ischyrum ischyrum (Navás, 1918) de la péninsule Ibérique

## Systématique et taxinomie
Cette espèce a été décrite sous le protonyme Obisium ischyrum par Navás en 1918. Elle est placée dans le genre Neobisium par Beier en 1939.

## Publications originales
- Navás, 1918 : Algunos Quernetos (Arácnidos) de la provincia de Zaragoza. Boletín de la Sociedad Entomológica de España, vol. 1, p. 83-90, 106-119, 131-136 (texte intégral).
- Beier, 1939 : Die Pseudoscorpioniden-Fauna der iberischen Halbinsel. Zoologische Jahrbücher, Abteilung für Systematik, Ökologie und Geographie der Tiere, vol. 72, p. 157-202.